# Сенека (Пенсилванија)
Сенека (енгл. Seneca) насељено је место без административног статуса у америчкој савезној држави Пенсилванија.

## Демографија
По попису из 2010. године број становника је 1.065, што је 99 (10,2%) становника више него 2000. године.
| Група             | 2000.       | 2010.         |
| Белци             | 958 (99,2%) | 1.032 (96,9%) |
| Афроамериканци    | 3 (0,3%)    | 5 (0,5%)      |
| Азијати           | 3 (0,3%)    | 11 (1,0%)     |
| Хиспаноамериканци | 1 (0,1%)    | 2 (0,2%)      |
| Укупно            | 966         | 1.065         |